# Mississippi RiverKings
Mississippi RiverKings byl profesionální americký klub ledního hokeje, který sídlil v Southavenu ve státě Mississippi. V letech 2011–2018 působil v profesionální soutěži Southern Professional Hockey League. Před vstupem do SPHL působil v Central Hockey League. RiverKings ve své poslední sezóně v SPHL skončily ve čtvrtfinále play-off. Své domácí zápasy odehrával v hale Landers Center s kapacitou 8 400 diváků. Klubové barvy byly černá, bílá a zlatá.

## Historické názvy
Zdroj: 
- 1992 – Memphis RiverKings
- 2007 – Mississippi RiverKings

## Úspěchy
- Vítěz CHL ( 2× )
  - 2001/02, 2002/03

## Přehled ligové účasti
Zdroj: 
- 1992–1996: Central Hockey League
- 1996–1997: Central Hockey League (Východní divize)
- 1997–1998: Central Hockey League (Západní divize)
- 1998–2001: Central Hockey League (Východní divize)
- 2001–2009: Central Hockey League (Severovýchodní divize)
- 2009–2010: Central Hockey League (Severní divize)
- 2010–2011: Central Hockey League (Berryho divize)
- 2011–2018: Southern Professional Hockey League